# Loveresse
Loveresse je obec v okrese Bernský Jura v kantonu Bern ve Švýcarsku. Žije zde 347 obyvatel.

## Geografie

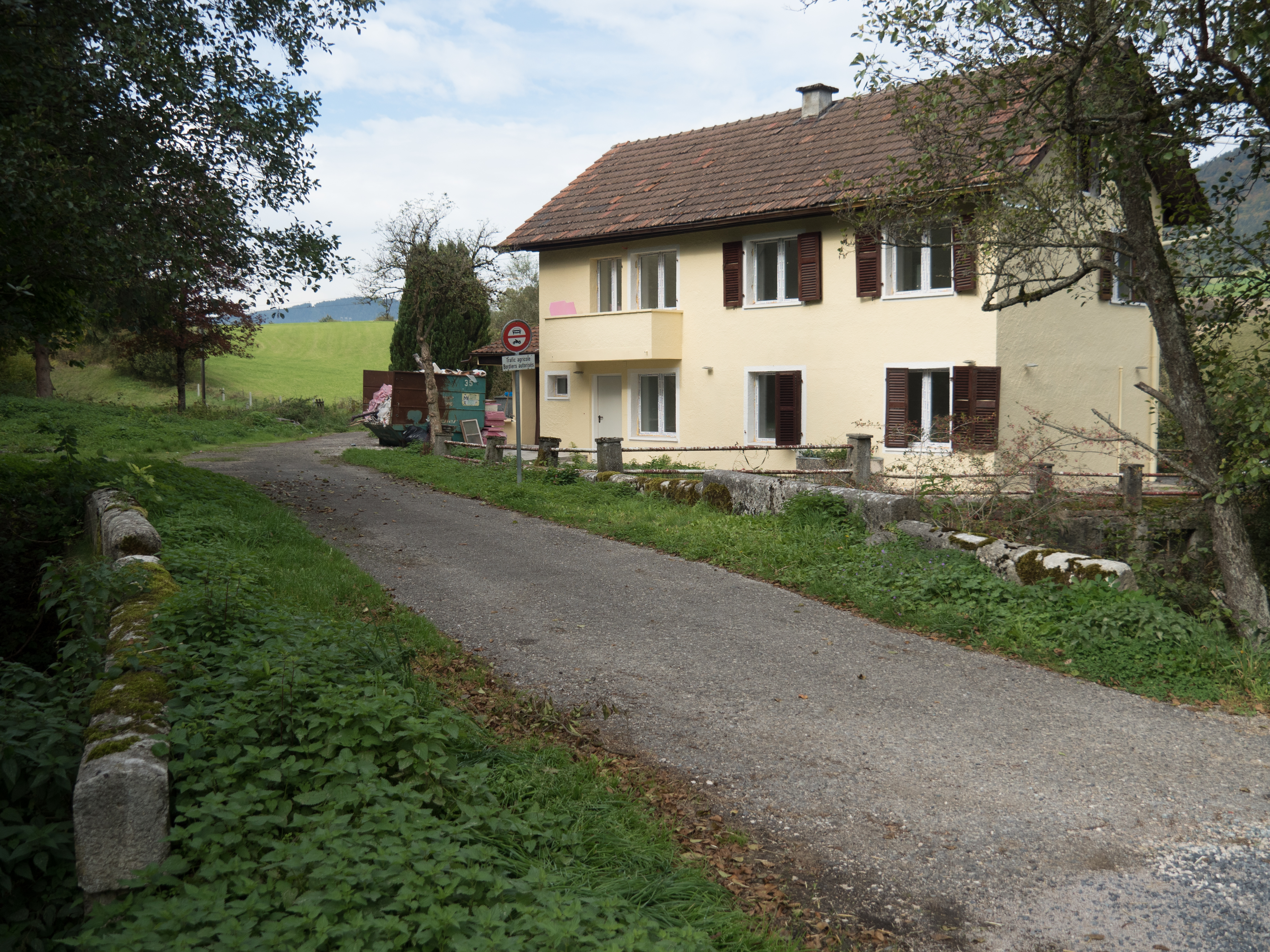
Historický most Pont-Sapin v Loveresse

Loveresse leží v nadmořské výšce 761 m, vzdušnou čarou 11 km západojihozápadně od Moutier. Obec leží v kotlině na jižním svahu pohoří Jura v masivu Moron, v údolí Vallée de Tavannes.
Území obce o rozloze 4,6 km² pokrývá úzký úsek široké údolní pánve Vallée de Tavannes, kterou protéká řeka Birs. Na severu se území rozprostírá přes zalesněný sráz (Bois au Prince) až po hřeben pohoří Moron, kde se nachází nejvyšší bod Loveresse ve výšce 1281 m n. m. V horní části obce se nacházejí dvě údolí, která se rozkládají na severovýchodě a na jihu jejího území. Na hřebeni se nacházejí rozsáhlé jurské vysokohorské pastviny s typickými mohutnými smrky, které zde stojí buď jednotlivě, nebo ve skupinách. Na jihu se území obce rozkládá na pozvolna se zvedajícím svahu Plan du Cerneux až do výšky masivu Montoz (až 1260 m n. m.). V roce 1997 tvořila 6 % rozlohy obce zastavěná plocha, 48 % lesy a lesní plochy, 45 % zemědělství a méně než 1 % neproduktivní půda.
K obci Loveresse patří východní část obce Moulin-de-Loveresse (721 m n. m.) na dně údolí poblíž místa, kde se Trame vlévá do Birs, a několik jednotlivých farem. Sousedními obcemi Loveresse jsou Reconvilier, Saules, Petit-Val a Valbirse.

## Historie
První písemná zmínka pod názvem Loveresce pochází z roku 1148. Od roku 1267 vlastnil klášter Bellelay rozsáhlé pozemky v oblasti Loveresse. Až do konce 18. století patřila obec k opatství Moutier-Grandval. V letech 1797–1815 patřilo Loveresse k Francii a zpočátku bylo součástí départementu Mont-Terrible, který byl v roce 1800 sloučen s départementem Haut-Rhin. Na základě rozhodnutí Vídeňského kongresu se obec v roce 1815 stala součástí okresu Moutier v kantonu Bern.

## Obyvatelstvo
| Vývoj počtu obyvatel | Vývoj počtu obyvatel | Vývoj počtu obyvatel | Vývoj počtu obyvatel | Vývoj počtu obyvatel | Vývoj počtu obyvatel | Vývoj počtu obyvatel | Vývoj počtu obyvatel | Vývoj počtu obyvatel | Vývoj počtu obyvatel | Vývoj počtu obyvatel | Vývoj počtu obyvatel |
| -------------------- | -------------------- | -------------------- | -------------------- | -------------------- | -------------------- | -------------------- | -------------------- | -------------------- | -------------------- | -------------------- | -------------------- |
| Rok                  | 1850                 | 1900                 | 1910                 | 1930                 | 1950                 | 1960                 | 1970                 | 1980                 | 1990                 | 2000                 |                      |
| Počet obyvatel       | 227                  | 383                  | 421                  | 353                  | 321                  | 322                  | 287                  | 261                  | 260                  | 333                  |                      |

Z celkového počtu obyvatel je 86,2 % francouzsky mluvících, 12,9 % německy mluvících a 0,3 % italsky mluvících (údaj z roku 2000). V roce 1850 žilo v Loveresse celkem 227 obyvatel a v roce 1900 383 obyvatel. Do roku 1990 pak počet obyvatel klesl na 260, ale od té doby se počet obyvatel opět výrazně zvýšil.

## Hospodářství
Pro Loveresse je stále charakteristické zemědělství. Na konci 19. století získalo v Loveresse na významu také hodinářství, ale netrvalo dlouho. V současnosti poskytuje několik pracovních míst dřevozpracující podnik a továrna na výrobu oken. Mnoho zaměstnanců proto dojíždí za prací do průmyslových obcí v údolí Vallée de Tavannes.

## Doprava
Obec má dobré dopravní spojení. Vede k ní odbočka  z hlavní silnice z Delémontu do Tavannes. Údolím Vallée de Tavannes prochází dálnice A16, dokončená v roce 2017, která spojuje švýcarskou a francouzskou dálniční síť. Samotné Loveresse není napojeno na veřejnou dopravu. Nejbližší železniční stanice na trati z Court do Tavannes, která byla otevřena 16. prosince 1876, se nachází v Reconvilier (asi 1,5 km od Loveresse).

## Osobnosti
- Charles Adrien Wettach, známý jako Grock (1880–1959), klaun, pocházel z Loveresse